# Paul-Émile Ottawa
Paul-Émile Ottawa, né en 1961 est un homme politique atikamekw. Il a été chef d'août 2018 à août 2022. Il avait auparavant été Chef du Conseil des Atikamkew de Manawan, de 1999 à 2014. M. Ottawa est le fils de Isaïe Ottawa qui fut plusieurs fois conseiller à Manawan et de Cécile Flamand. Il est le troisième d'une fratrie de 8 filles et 3 garçons. 

## Biographie

### Parcours scolaire
Paul-Émile Ottawa a fait son primaire à Manawan et fut envoyé au pensionnat en Abitibi, puis au Lac-Saint-Jean, où il apprit le français. Il a ensuite intégré l'Université du Québec à Chicoutimi où il obtiendra un BAC es Arts en organisation communautaire. 

### Parcours professionnel
Paul-Émile Ottawa travaille comme directeur des Services communautaires dès 1991 puis par la suite comme Directeur des ressources humaines dans le même organisme. Le premier avril 1994, il est embauché à la direction du service de santé de Manawan lors du rapatriement du programme par le Conseil de Manawan. En novembre 1997, il quittera ses fonctions pour devenir consultant indépendant pour les procédures d'évaluation en service de santé pour le Conseil des atikamekw de Manawan. 

### Parcours politique
Paul-Émile Ottawa fut élu conseiller pour le Conseil des atikamekw de Manawan à trois reprises, en 1987, 1989 et 1991, pour des mandats de deux ans, comme le voulait alors la Loi sur les indiens. Il démissionnera lors de son dernier mandat en 1991 car, à la faveur d'une restructuration administrative majeure dans la communauté, il fut embauché au poste de directeur du Service Communautaire de Manawan.
En 1999, il fut élu pour la première fois chef du Conseil Atikamekw de Manawan. Il sera réélu pour deux ans à nouveau en 2001 puisque la Loi sur les Indiens obligeait les Conseils de bande à retourner en élection aux deux ans. Durant son premier mandat, le Chef Ottawa propose de sortir du cadre de la Loi sur les indiens en ce qui a trait au code électoral de la communauté. Ce nouveau code électoral fut adopté lors de son deuxième mandat. C'est en 2003, lors de son troisième mandat de deux ans que fut établi que les élections auraient lieu dorénavant le deuxième lundi du mois d'août, tous les quatre ans. Lors de ce même mandat, il a également signé une Entente cadre et une Déclaration de compréhension et de respect mutuel avec le Gouvernement du Québec en 2003.
Réélu en 2006 et en 2010, le Chef Ottawa s'est consacré au développement de Manawan, notamment en investissant dans la technologie, il a développé avec son conseil un plan d'infrastructure en télécommunications pour Manawan en dotant la communauté d'un accès à l'Internet haute vitesse via un réseau de fibre optique. Il est un partisan d'une renaissance du peuple atikamekw et cherche à fédérer l'ensemble des communautés atikamekw, Manawan, Wemotaci et Obedjiwan, afin d'avoir un plus grand poids dans les discussions avec les gouvernements du Québec et du Canada. Les chefs des trois communautés feront d'ailleurs un communiqué conjoint avec le Conseil de la Nation atikamekw en juin 2013 contre la lenteur de leurs négociations bilatérales avec le Gouvernement du Québec. 
Lors des élections de 2014, il est battu par Jean-Roch Ottawa. Paul-Émile Ottawa reviendra au Conseil des atikamekw de Manawan par la porte des conseillers lors des élections partielles d'août 2017 et sera réélu le 13 aout 2018 et défait ainsi Jean-Roch Ottawa. Paul-Émile Ottawa en est à son troisième mandat de chef de 4 ans après avoir eu également 3 mandats de chef de 2 ans.

## Annexe